# Karim Amour
Karim Amour es un deportista francés que compitió en ciclismo de montaña en la disciplina de eslalon dual. Ganó dos medallas en el Campeonato Europeo de Ciclismo de Montaña, plata en 2001 y bronce en 2000.

## Palmarés internacional
| Campeonato Europeo | Campeonato Europeo | Campeonato Europeo | Campeonato Europeo |
| Año                | Lugar              | Medalla            | Competición        |
| ------------------ | ------------------ | ------------------ | ------------------ |
| 2000               | Vars (Francia)     | Medalla de bronce  | Dual               |
| 2001               | Livigno (Italia)   | Medalla de plata   | Dual               |